# Darre Szahr
Darre Szahr (perski: دره شهر) – miasto w zachodnim Iranie, w ostanie Ilam. W 2006 roku miasto liczyło 18 214 mieszkańców w 3851 rodzinach.